# (34686) 2001 FA40
2001 FA40 (asteroide 34686) é um asteroide da cintura principal. Possui uma excentricidade de 0.24964200 e uma inclinação de 15.28003º.
Este asteroide foi descoberto no dia 18 de março de 2001 por LINEAR em Socorro.